# Vorohta
Vorohta (ukránul: Ворохта, lengyelül: Worochta) városi jellegű település Ukrajna Ivano-frankivszki területén. Az Északkeleti-Kárpátok keleti oldalán, a Prut folyó völgyében, 850 m-es tengerszint feletti magasságon fekszik. Állandó lakossága a 2001-es népszámlálás idején mintegy 3800 fő volt. A települést és környékét a hucul népcsoport lakja, Vorohtát gyakran nevezik a Huculföld (Huculscsina) fővárosának is. (A huculok kulturális központja valójában Kolomija.) A település a közvetlen területi alárendeltségű Jaremcsei Városi Tanácshoz tartozik. A területi központtól, Ivano-Frankivszktől 25 km-re fekszik.

## Történelem
A település az akkor a Lengyel Királysághoz tartozó területen a 17. században alakult ki. Lengyelország első felosztása, 1772 után osztrák fennhatóság alá került (Galícia és Lodoméria királyságához tartozott.) A 19. század második felében virágzott fel a sport és a turizmus Kárpátokban, így a településen és környékén is. E téren jelentős fejlődést okozott a vasútépítés, melynek révén Vorohta 1884 nyarán jutott vasúti összeköttetéshez.
A falu az első világháború után ismét Lengyelországhoz, a Stanislawówi vajdaság Nadwórnai járásához tartozott. Az 1930-as években a gazdag lengyel polgárság több villát és panziót épített ott. A Lengyelországi hadjárat során a települést a szovjet Vörös Hadsereg szállta meg, így az 1939–1941 között a Szovjetunióhoz tartozott, majd 1941–1944 között német megszállás alatt volt. A területen 1944 nyarán és kora őszén a Magyar Királyi Honvédség 1. hadtestének alakulatai is harcoltak. 1945-től az Ukrán SZSZK-hoz, majd 1991-től Ukrajnához tartozik.

## Turizmus
Vorohta népszerű ukrajnai hegyi üdülőhely, mind a téli, mind a nyári időszakban. 1957-ben a településen síiskola nyílt, ettől az időponttól a szovjet sísport egyik központja volt, ma pedig az ukrán sísport egyik legfőbb központja. A környező hegyekben több sípálya és felvonó üzemel, köztük Poljanicja mellett Ukrajna legnagyobb síközpontja, Bukovel. A falu mellett egy nyáron is használható síugró sánc működik.
A települést a hucul faépítészet jellemzi. Közülük kiemelkedik a falu két hucul görögkatolikus fatemploma, melyek közül a régebbi a 17. századból való. A Szűzanyának szentelt templom eredetileg Jablunicján állt, 1780-ban szállították át jelenlegi helyére, Vorohtára. A templom falfestményei a 19. században készültek. 1979-ben restaurálták. A falu másik, fiatalabb templomát, a Péter és Pál nevét viselő görögkatolikus templomot a 20. század elején építették.
Vorohta nevezetességei közé tartozik a Pruton átvezető impozáns vasúti viadukt, melyet a helyi vasútépítés idején, a 19. század végén építettek kőből.
A magyar honvédeknek a második világháború idején az Északkeleti-Kárpátokban folytatott harcainak állít emléket a Vorohtán található magyar katonatemető. A falu határában, a síugró sánc mellett található temetőbe az annak közelében működött 124. sz. hadikórházban elhunyt magyar honvédeket temették. 2004 októberében a temetőben az elhunytak neveit tartalmazó emléktáblát is állítottak.

## Közlekedés
A települést érinti az Ivano-Frankivszk–Deljatin–Rahó-vasútvonal.